# Visszahúzódó gleccserek

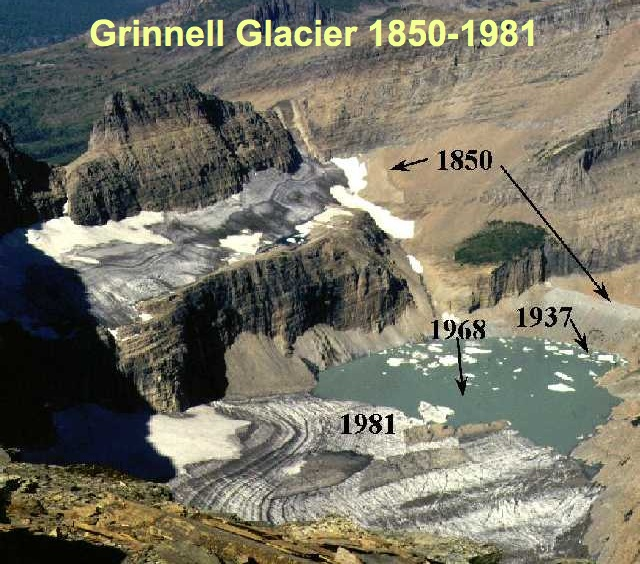
A Grinnell-gleccser a Glacier Nemzeti Parkban, amely 1850 óta 1,1 kilométert húzódott vissza

A gleccserek visszahúzódása 1850 óta világszerte megfigyelhető, egyre dinamikusabban zajló jelenség, amelynek lehetséges következménye a vízkészletek csökkenése, a jégárak növény- és állatvilágának pusztulása, hosszú távon pedig a világtenger szintjének emelkedése. A gleccserek visszahúzódásának okait kutató glaciológusok eredményeik publikálására tanulmányokat írtak az üvegházhatású gázok, a (szén-dioxid-kibocsátás) és a globális felmelegedés közti összefüggésekről.
A magas hegyvidékek jégsapkáinak eltűnése világszerte megfigyelhető (Himalája, Alpok, Andok, Kilimandzsáró). Az 1550 és 1850 között lezajlott kis jégkorszak során a Föld átlaghőmérséklete valamivel alacsonyabb volt a későbbi korokénál. Az ezt követő enyhülés következményeképpen 1850 és 1940 között a gleccserek visszahúzódtak, ez a folyamat azonban az 1950–1980 közötti globális lehűlés eredményeképpen lelassult, sőt helyenként meg is állt.
1980 óta a globális felmelegedés hatására a gleccserek erőteljes olvadásnak indultak a Föld minden táján, sok gleccser el is tűnt. Fenyegetően hat a gleccserek jelenlegi száma. A lényeges a növekvő negatív tendencia 1995 óta, amióta kulcspozícióban lévő gleccserek Grönlandon és Antarktiszon egyaránt a tengerbe omlottak (Larsen B). Ezek az események előrevetítik az eddig (1980-2000) 20 cm-es tengerszint-emelkedés növekvő gyorsulását. Mindez a világ összes alacsonyan fekvő területét veszélyezteti. 2015-ben bekövetkezik a globális éghajlati fordulópont,[forrás?] ha az emberiség nem csökkenti radikálisan a szén-dioxid kibocsátását. Utána a folyamatokat már nem lehet befolyásolni. Jelentős mértékben megolvadt a Boulder-gleccser, az Upsala-gleccser, a Columbia-gleccser (Alaszka), a felsorolást hosszan lehetne folytatni. 
|                       |                      |                       |                           |
| 1938 T.J. Hileman GNP | 1981 Carl Key (USGS) | 1998 Dan Fagre (USGS) | 2005 Blase Reardon (USGS) |

A gleccserek fogyásának sebessége 2007-re kétszeresére gyorsult 1996-hoz képest. A South Cascade-gleccser (USA) 1977-től 2005-ig 27.9 métert húzódott vissza. A Place-gleccser (Kanada) 33.6 méterrel, a Gulkana-gleccser (USA) 16,2 méterrel, a Déli-Urumqihe-gleccser 11,6 méterrel, a Centralnij Tujujszujszki-gleccser (Kazahsztán) 16,1 méterrel, a Midre Lovenbreen-gleccser (Norvégia) 13,8 méterrel, az Austre Broeggerbreen-gleccser (Norvégia) 15,3 méterrel csökkent.